# Грозовой перевал (фильм, 1998)
«Грозово́й перева́л» (англ. Wuthering Heights) — британская экранизация романа Эмили Бронте «Грозовой перевал», поставленная режиссёром Дэвидом Скиннером в 1998 году.
В отличие от большинства предыдущих постановок романа, в этой ленте большое значение придаётся сюжетной линии юного поколения: Кэтрин Линтон, Линтона Хитклиффа и Гэртона Эрншо.
Кинокартина имеет любительскую озвучку на русском языке, также в интернете можно найти фильм с любительскими субтитрами.
Слоган фильма: «Two hearts that beat as one».

## В ролях
- Питер Дэвисон — Джозеф Локвуд
- Роберт Кавана[англ.] — Хитклифф
- Орла Брейди — Кэтрин Эрншо
- Кен Китсон[англ.] — мистер Эрншо
- Полли Хемингуэй — Нелли Дин
- Криспин Бонэм-Картер — Эдгар Линтон
- Сара Смарт[англ.] — Кэтрин Линтон
- Флора Монтгомери[англ.] — Изабелла Линтон
- Уильям Мэннеринг — Линтон Хитклифф
- Иэн Шоу[англ.] — Хиндли Эрншо
- Кэтрин Чезир — Фрэнсис Эрншо
- Мэттью Макфейден — Гэртон Эрншо
- Том Джорджсон[англ.] — Джозеф